# Liga de Béisbol Profesional de la República Dominicana 2009-10
La temporada de la Liga de Béisbol Profesional de la República Dominicana 2009-2010 fue la 56.ª edición de este campeonato. La temporada regular comenzó el 16 de octubre de 2009 y finalizó el 21 de diciembre de 2009. El Todos Contra Todos o Round Robin inició el 26 de diciembre de 2009 y finalizó el 16 de enero de 2010. La Serie Final se llevó a cabo, iniciando el 18 de enero de 2010 y concluyendo el 28 de enero de 2010, cuando los Leones del Escogido se coronaron campeones de la liga sobre los Gigantes del Cibao.